# Sainte-Foy (Vendée)
Sainte-Foy és un municipi francès situat al departament de Vendée i a la regió de País del Loira. L'any 2007 tenia 1.755 habitants.

## Demografia

### Població
El 2007 la població de fet de Sainte-Foy era de 1.755 persones. Hi havia 611 famílies de les quals 82 eren unipersonals (43 homes vivint sols i 39 dones vivint soles), 203 parelles sense fills, 307 parelles amb fills i 19 famílies monoparentals amb fills.
La població ha evolucionat segons el següent gràfic:
Habitants censats

### Habitatges
El 2007 hi havia 680 habitatges, 613 eren l'habitatge principal de la família, 44 eren segones residències i 23 estaven desocupats. 677 eren cases i 1 era un apartament. Dels 613 habitatges principals, 542 estaven ocupats pels seus propietaris, 63 estaven llogats i ocupats pels llogaters i 8 estaven cedits a títol gratuït; 15 tenien dues cambres, 54 en tenien tres, 169 en tenien quatre i 374 en tenien cinc o més. 542 habitatges disposaven pel capbaix d'una plaça de pàrquing. A 217 habitatges hi havia un automòbil i a 378 n'hi havia dos o més.

### Piràmide de població
La piràmide de població per edats i sexe el 2009 era:
| Homes | Edats   | Dones |
| ----- | ------- | ----- |
| 0     | 95 o +  | 0     |
| 4     | 90 a 94 | 0     |
| 0     | 85 a 89 | 0     |
| 0     | 80 a 84 | 12    |
| 12    | 75 a 79 | 16    |
| 20    | 70 a 74 | 12    |
| 16    | 65 a 69 | 24    |
| 28    | 60 a 64 | 24    |
| 16    | 55 a 59 | 20    |
| 24    | 50 a 54 | 24    |
| 48    | 45 a 49 | 28    |
| 56    | 40 a 44 | 64    |
| 80    | 35 a 39 | 56    |
| 56    | 30 a 34 | 64    |
| 80    | 25 a 29 | 56    |
| 28    | 20 a 24 | 12    |
| 68    | 15 a 19 | 64    |
| 80    | 10 a 14 | 36    |
| 36    | 5 a 9   | 60    |
| 52    | 0 a 4   | 64    |

## Economia
El 2007 la població en edat de treballar era de 1.149 persones, 872 eren actives i 277 eren inactives. De les 872 persones actives 810 estaven ocupades (441 homes i 369 dones) i 62 estaven aturades (17 homes i 45 dones). De les 277 persones inactives 110 estaven jubilades, 91 estaven estudiant i 76 estaven classificades com a «altres inactius».

### Ingressos
El 2009 a Sainte-Foy hi havia 623 unitats fiscals que integraven 1.832 persones, la mediana anual d'ingressos fiscals per persona era de 18.155 €.

### Activitats econòmiques
Dels 60 establiments que hi havia el 2007, 32 eren d'empreses de construcció, 4 d'empreses de comerç i reparació d'automòbils, 1 d'una empresa de transport, 3 d'empreses d'hostatgeria i restauració, 1 d'una empresa financera, 1 d'una empresa immobiliària, 9 d'empreses de serveis, 5 d'entitats de l'administració pública i 4 d'empreses classificades com a «altres activitats de serveis».
Dels 30 establiments de servei als particulars que hi havia el 2009, 7 eren paletes, 8 guixaires pintors, 3 fusteries, 2 lampisteries, 4 electricistes, 1 empresa de construcció, 2 perruqueries, 1 veterinari, 1 restaurant i 1 saló de bellesa.
Dels 2 establiments comercials que hi havia el 2009, 1 era una botiga de menys de 120 m² i 1 una botiga de mobles.
L'any 2000 a Sainte-Foy hi havia 17 explotacions agrícoles que ocupaven un total de 1.060 hectàrees.

## Equipaments sanitaris i escolars
El 2009 hi havia 2 escoles elementals.

## Poblacions més properes
El següent diagrama mostra les poblacions més properes.